# Teemenaarus silvestris
Teemenaarus silvestris is een spinnensoort in de taxonomische indeling van de Cyatholipidae.
Het dier behoort tot het geslacht Teemenaarus. De wetenschappelijke naam van de soort werd voor het eerst geldig gepubliceerd in 1978 door Davies.